# Pentti Linkola
Kaarlo Pentti Linkola (Helsinki, 1932. december 7. – Valkeakoski, 2020. április 5.) radikális finn mélyökológus, ornitológus, polemisztikus, természettudós, író és halász.
Széles körben írt ötleteiről és Finnországban kiemelkedő gondolkodó volt. Linkola egész évben horgász volt 1959 és 1995 között. A Keitele és Päijänne tavakban, illetve a Finn-öbölben halászott, 1978 óta a Vanajavesi tóban halászott.
Linkola az embereket vádolta a környezet folyamatos károsodása miatt. A gyors népességcsökkenést biztatta a túlnépesedés által okozott problémák leküzdése érdekében.

## Élete
Linkola Helsinkiben nőtt fel, nyarait vidéken töltötte anyai nagyapja, Hugo Suolahti tanyáján. Apja, Kaarlo Linkola botanikus és fitogeográfus, valamint a Helsinki Egyetem rektora volt, apai nagyapja ugyanannak az egyetemnek kancellárjaként dolgozott. Pentti Linkola úgy döntött, hogy első év után nem folytatja állattani és botanikai tanulmányait. 
Linkolát Finnország egyik legismertebb ornitológusának tekintik, de feladta kutatói pályafutását, hogy egyszerű halászként éljen.
Pentti Linkola haláláról 2020. április 5-én számoltak be. Családja nem kommentálta az eseményt.

## Nézetek
Linkola szerint a demokrácia tévedés volt, mondván, hogy inkább a diktatúrákat részesíti előnyben és csak a radikális változások akadályozhatják meg az ökológiai összeomlást. Azt állította, hogy a világ emberi populációi, függetlenül attól, hogy fejlettek vagy fejletlenek-e, nem érdemelik meg a túlélést a bioszféra egészének rovására. 1994 májusában Linkola szerepelt a Wall Street Journal Europe címlapján. Azt mondta, hogy a világ népességének radikális csökkentését támogatja, és a következőket mondta egy jövőbeli világháborúról: "Ha lenne egy gomb, amelyet megnyomhatnék, habozás nélkül feláldoznám magam, ha ez azt jelentené, hogy emberek milliói halnak meg."
Linkola írásai érzelmi részletekben írják le azt a környezeti pusztulást, amelynek szemtanúja volt. Az 1979-ben megjelent Toisinajattelijan päiväkirjasta (Egy disszidens naplójából) művét Andreas Baader és Ulrike Meinhof német baloldali aktivistáknak dedikálta, kijelentve, hogy "ők a jelzőtáblák, nem a Názáreti Jézus vagy Albert Schweitzer".
Mika Merviö, a Kibi Nemzetközi Egyetem Nemzetközi Kapcsolatok tanszékének professzora azt állítja, hogy míg a finn környezetvédők többsége elhatárolódott Linkolától, a környezetért aggódók lelkesen olvassák az írását. Merviö azt állítja, hogy Linkola "'a kényelmetlen igazság' nagyon finn és sötét változatát képviseli".
1995-ben Linkola megalapította a Finn Természeti Örökség Alapítványt (Luonnonperintösäätiö), amely a Finnország déli részén még megmaradt néhány ősi erdő megőrzésére és egyéb természetvédelemi célokra összpontosít. Az alapítvány magánszemélyektől és cégektől kapott adományokból olyan egyedi erdőterületeket vásárol meg, amelyek védelmet érdemelnek. 

## Művei
- Linkola, Pentti és Olavi Hilden: Suuri Lintukirja. Otava, 1955, megújított kiadás, 1962
- Linkola, Pentti: Isänmaan ja ihmisen puolesta: Mutta ei ketään vastaan. Negyedik kiadás. Helsinki: Suomen sadankomitealiitto, 1981 (eredetileg 1960-ban jelent meg)
- Linkola, Pentti: Pohjolan linnut värikuvin: Elinympäristö. Levinneisyys. Muutto. Otava 1963–67
- Linkola, Pentti: Unelmat paremmmasta maailmasta. Negyedik kiadás. Porvoo: WSOY, 1990
- Linkola, Pentti: Toisinajattelijan päiväkirjasta. Porvoo: WSOY, 1979. (1983-ban Linkola e könyvéért megkapta az Eino Leino díjat.)[18]
- Linkola, Pentti és Osmo Soininvaara: Kirjeitä Linkolan ohjelmasta. Porvoo: WSOY, 1986
- Linkola, Pentti: Johdatus 1990-luvun ajatteluun. Porvoo: WSOY, 1989
- Vilkka, Leena (szerk.): Ekologiseen elämäntapaan: vezércikk. Helsinki: Yliopistopaino, 1996
- Linkola, Pentti: Voisiko elämä voittaa. Helsinki: Tammi, 2004
- Linkola, Pentti: Diadalmaskodhat az élet?: Forradalmi megközelítés a környezeti válsághoz. Egyesült Királyság: Arktos Media, 2nd Revised ed. 2011. ISBN 1907166637 (Voisiko elämä voittaa angol fordítása: Can Life Prevail?: A Revolutionary Approach to the Environmental Crisis)

## Fordítás
- Ez a szócikk részben vagy egészben  a   Pentti Linkola című angol Wikipédia-szócikk ezen változatának fordításán alapul.  Az eredeti cikk szerkesztőit annak laptörténete sorolja fel. Ez a jelzés csupán a megfogalmazás eredetét és a szerzői jogokat jelzi, nem szolgál a cikkben szereplő információk forrásmegjelöléseként.

## További irodalom
- Kämäräinen, Kauko: Linkola, oikeinajattelija. Tampere: Määrämitta, 1992
- Alén, Eero: Linkolan soutajan päiväkirja. Turku: Sammakko, 2006
- Turtiainen, Pekka: Kalastaja. Sääksmäki: Voipaalan taidekeskus, 2015